# Viktor Lundgren
Erik Viktor Leonard Lundgren, född 4 juli 1884 i Taxinge, död 14 februari 1967 i Härnösand, var en svensk trädgårdsmästare, företagare och fotograf.

## Biografi
Viktor Lundgren föddes som son till jordbrukaren Karl Erik Lundgren och hans hustru Karolina Matilda född Jansson. Föräldrarna kom ursprungligen från Turinge. Han var deras fjärde barn.
Han flyttade under tidigt 1900-tal till Säbrå i Västernorrland där han jobbade som trädgårdsmästare och fröförsäljare. Under försäljningsresorna genom landet fotograferade han människor, naturen och landsbygden. Under 1930- och 40-talet blev han anlitad av Svenska Turistföreningen och fotade naturen och turistiska resmål i Sverige som publicerades i föreningens publikationer. Fram till slutet av 1930-talet arbetade han bland annat med handkolorerade skioptikonbilder, från och med 1939 började han med färgfotografi. Fotona använde han själv också under föredragen som han höll på många platser i Sverige. Hans stil kännetecknas av en idealisering och romantisering av den svenska naturen och landsbygden.
Viktor Lundgren reste inte bara i Sverige på föredrags- och fotoresor, utan även till USA, Brasilien och Afrika. Han var vegetarian och engagerad i nykterhetsrörelsen.
År 1931 vann Viktor Lundgren Dagens Nyheters Stora Fotopris, år 1949 en silverplakett i Riksfototävlingen.
Under 50 år producerade han cirka 100 000 foton som idag finns i arkiv- och museisamlingar runt om i Sverige, bland annat på Nordiska museet, Västernorrlands museum, Riksantikvarieämbetets arkiv, Länsmuseet Gävleborg och Bohusläns museum.

## Galleri

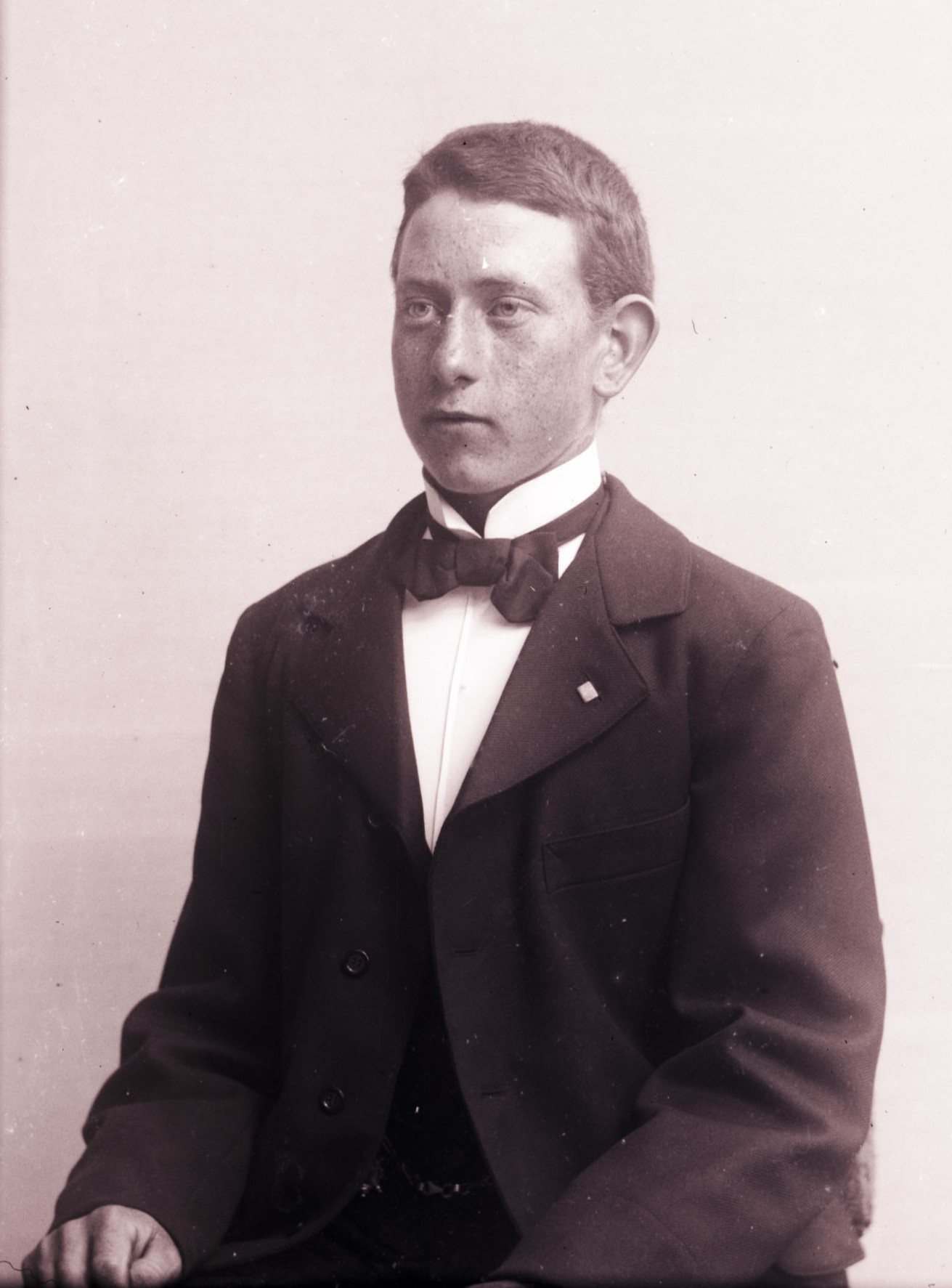
Viktor Lundgren, juli 1902
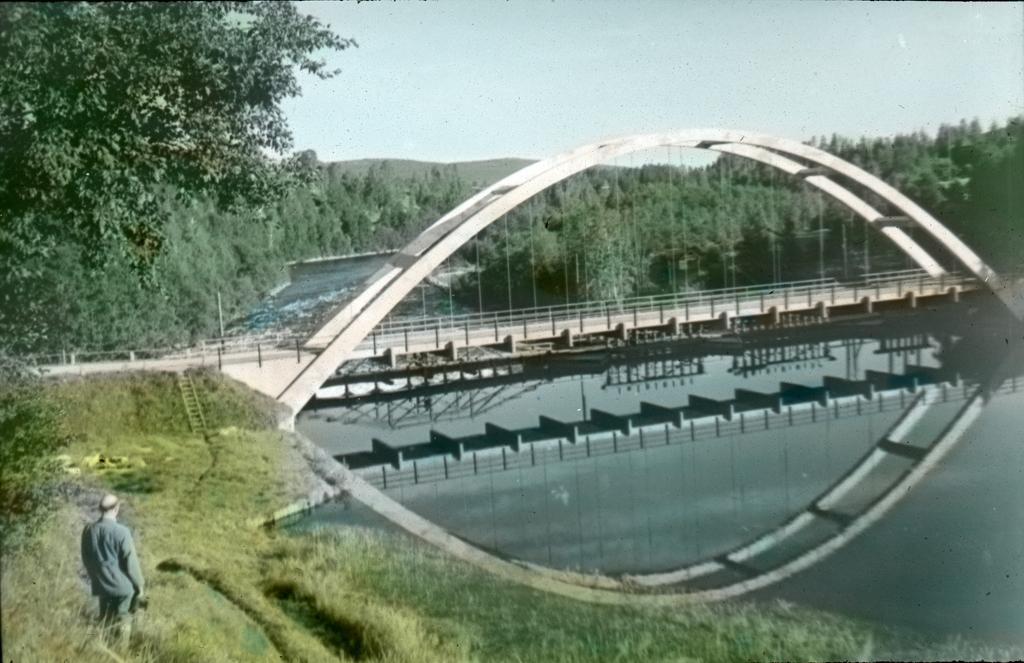
En av Viktor Lundgrens handkolorerade skioptikonbilder.
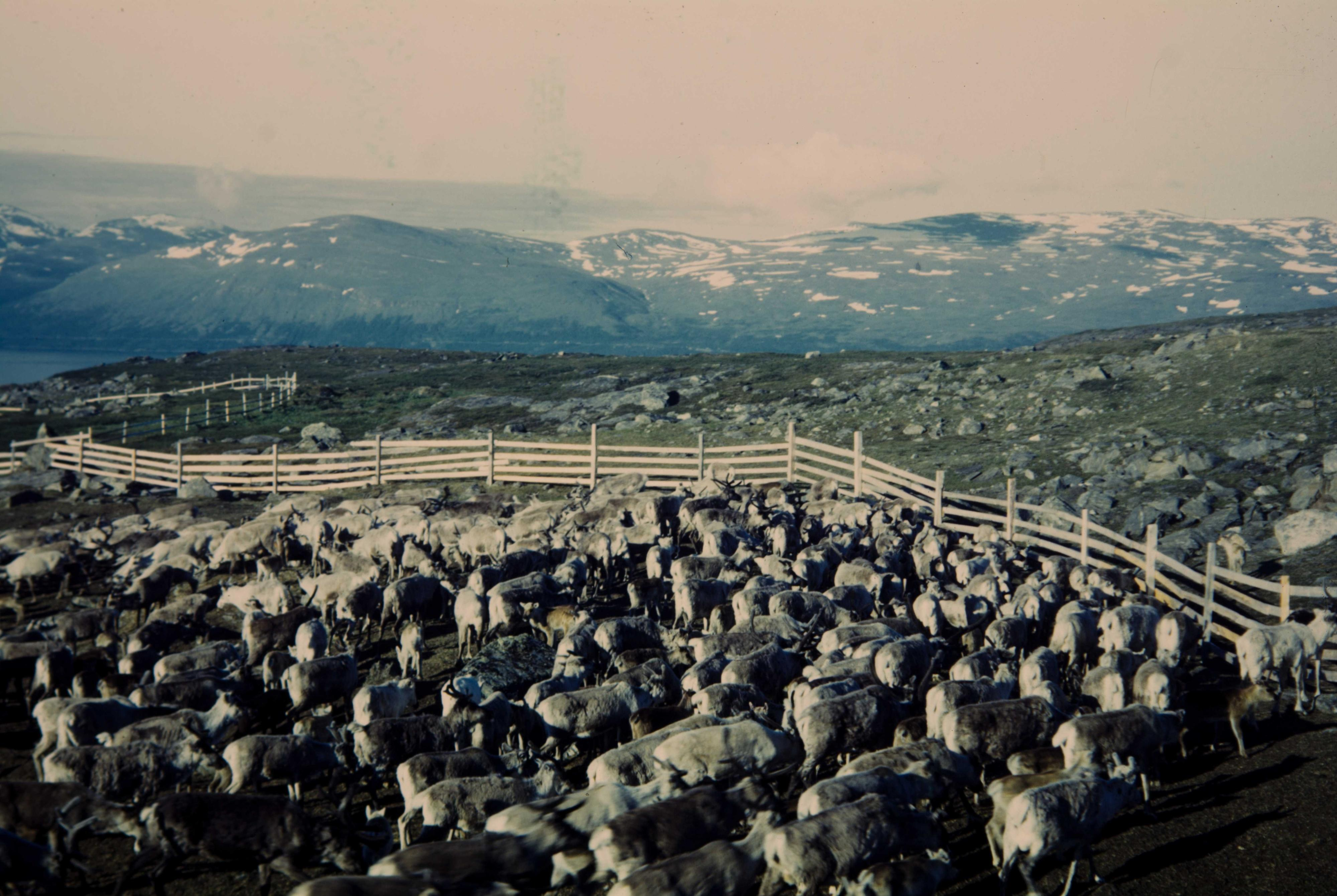
En av Viktor Lundgrens bilder från Abisko.
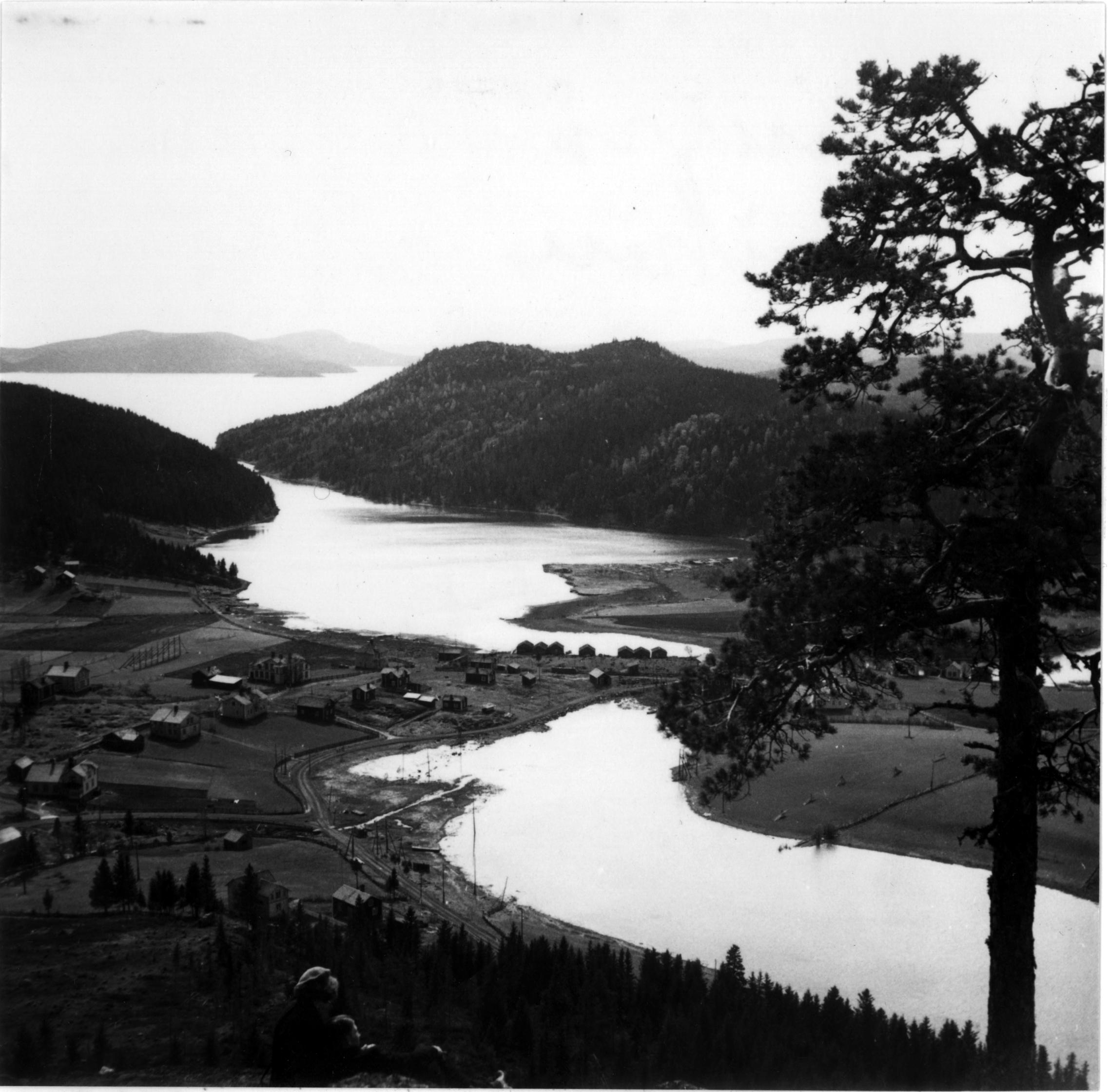
Landskapsbild med en by vid älven.
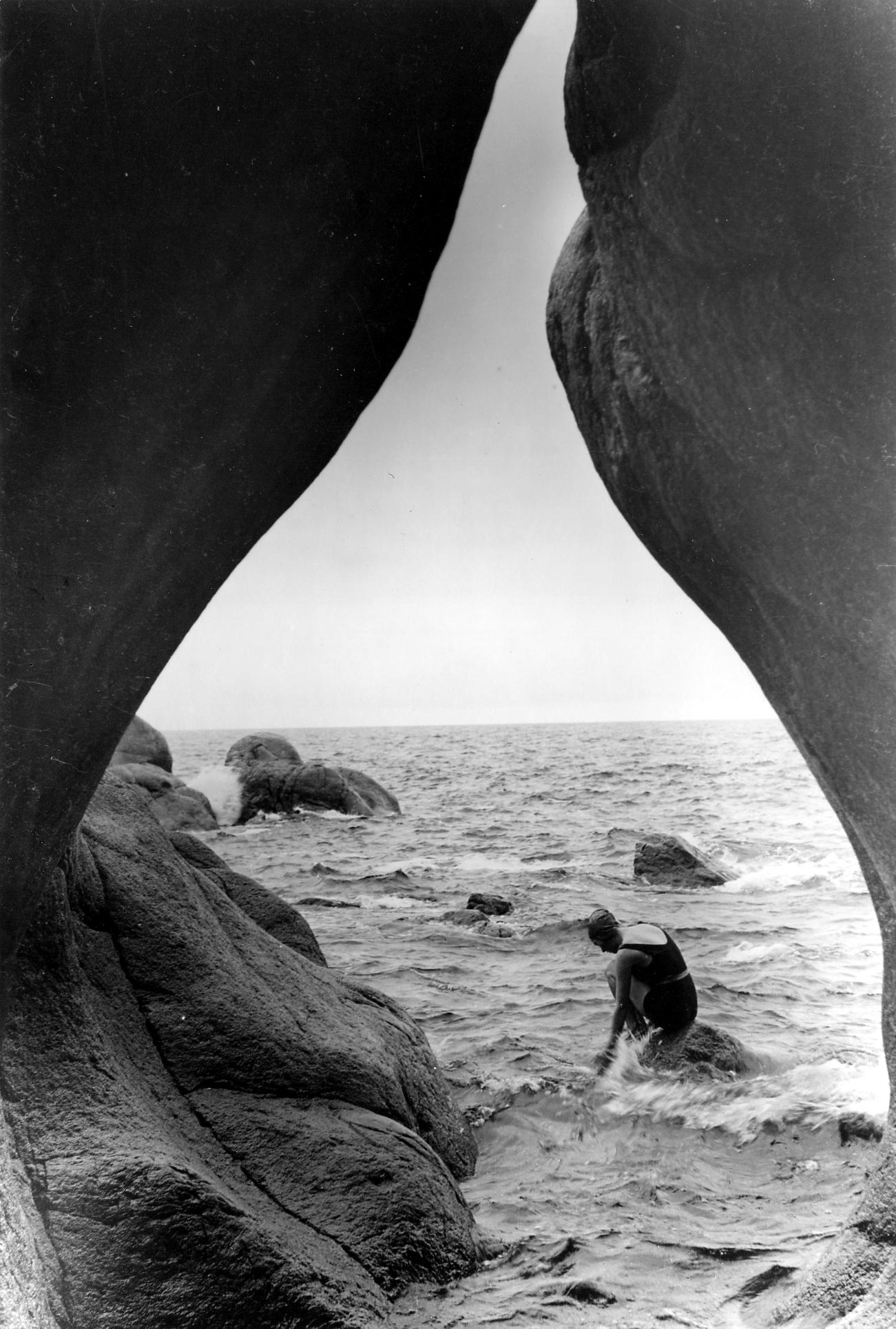
Grottan vid Smitingen.